# Abbattimento del Kaleva
L'abbattimento del Kaleva è stato un incidente aereo occorso al trimotore Junkers Ju 52-3/mge con marche OH-ALL della compagnia finlandese Aero O/Y, avvenuto il 14 giugno 1940.
L'aereo, che operava un volo civile fra Tallinn, Estonia, e Helsinki, Finlandia,  venne intercettato e attaccato da due bombardieri sovietici Ilyushin DB-3T che lo abbatterono sulle acque del golfo di Finlandia, non lontano dall'isola estone di Keri.
Pur non essendo la Finlandia in stato di guerra con l'Unione Sovietica dato che la guerra d'Inverno era terminata due mesi prima e la guerra di continuazione sarebbe cominciata solo l'anno successivo, la sua politica estera rimaneva comunque legata alle Potenze dell'Asse, mentre l'Estonia sarebbe stata invasa due giorni dopo l'abbattimento del Kaleva dalle truppe sovietiche. Anche se l'aereo finlandese era fuori dallo spazio aereo sovietico, l'Estonia comunque chiese ore 16:20 UTC+2 il controllo del suo spazio aereo all'Unione Sovietica

## Ricostruzione cronologica dell'avvenimento
I fatti riportati avvennero il 14 giugno 1940, ora di Tallinn (UTC+2)::
- alle ore 13:54 il Kaleva decolla dall'aeroporto di Tallinn;
- alle ore 14:05 il Kaleva richiede istruzioni all'aeroporto di Tallinn;
- alle ore 14:05 due bombardieri sovietici Ilyushin DB-3T intercettano il Kaleva e lo abbattono;
- 14:05-55: in questo lasso di tempo il Kaleva precipita affondando nelle acque del golfo di Finlandia vicino al confine con le acque territoriali estoni.

Poco dopo sul luogo dell'evento giunse il sottomarino sovietico Shch-301 che ispezionò tre navi di pescatori estoni presenti sul posto; nello stesso momento il pilota finlandese Ilmari Juutilainen sorvolò la zona dell'abbattimento con il suo aereo da caccia Brewster Buffalo decollato da Helsinki e, avvistato il sommergibile sovietico,  rientrò nello spazio aereo finlandese.

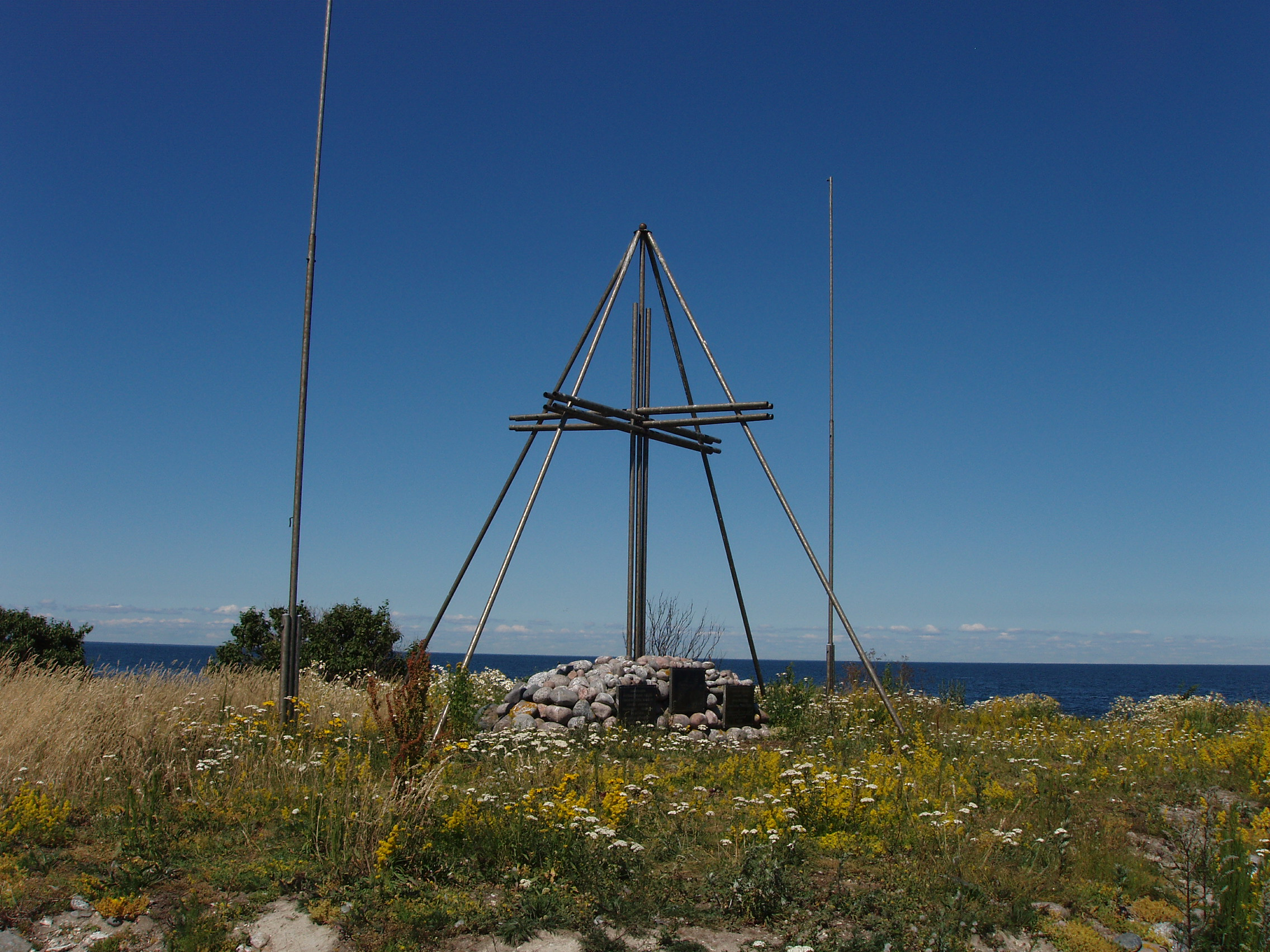
Memoriale alle vittime del Kaleva nell'isola estone di Keri.

## I passeggeri
| Nazionalità | Passeggeri | Equipaggio | Totale | Vittime |
| ----------- | ---------- | ---------- | ------ | ------- |
| Estonia     | 1          | 0          | 1      | 1       |
| Finlandia   | 0          | 2          | 2      | 2       |
| Francia     | 2          | 0          | 2      | 2       |
| Germania    | 2          | 0          | 2      | 2       |
| Svezia      | 1          | 0          | 1      | 1       |
| Stati Uniti | 1          | 0          | 1      | 1       |
| TOTALE      | 7          | 2          | 9      | 9       |

L'equipaggio era formato da due finlandesi, il comandante Bo von Willebrand e il suo secondo Tauno Launis, a bordo come passeggeri c'erano due imprenditori tedeschi, due corrieri dell'ambasciata francese, il diplomatico statunitense Henry W. Antheil, Jr. che lavorava nella legazione USA a Helsinki e fratello minore del compositore George Antheil, un corriere dell'ambasciata svedese con nazionalità finlandese e una donna estone che stava andando al funerale del padre a Helsinki.
Il diplomatico francese aveva a bordo 120 kg di documenti diplomatici. Si contavano inoltre a bordo 2 medaglie d'oro, 2.000 marchi finlandesi, 10.000 lei romeni, 13.500 franchi francesi, 100 dinari jugoslavi, 90 lire italiane, 75 dollari statunitensi, 521 rubli sovietici e 10 corone estoni. Tutti gli oggetti vennero ritrovati e portati dalla motovedetta sovietica Sneg a Kronštadt sede (fino al 1945) della Flotta del Baltico.

## Recupero dei resti dell'aereo
Nel giugno 2004 si pensò di aver recuperato nelle acque del golfo di Finlandia i resti dell'aereo, ma poco tempo dopo i resti ritrovati vennero riconosciuti come non appartenenti al Kaleva. 
In seguito, il 5 giugno 2024, è stato annunciato il ritrovamento del vero relitto al largo dell'isola di Keri, a circa 70 m di profondità. Sono stati diffusi dei filmati ripresi da sommozzatori per corroborare questa scoperta.